# Steinkiste Dvärgahuset

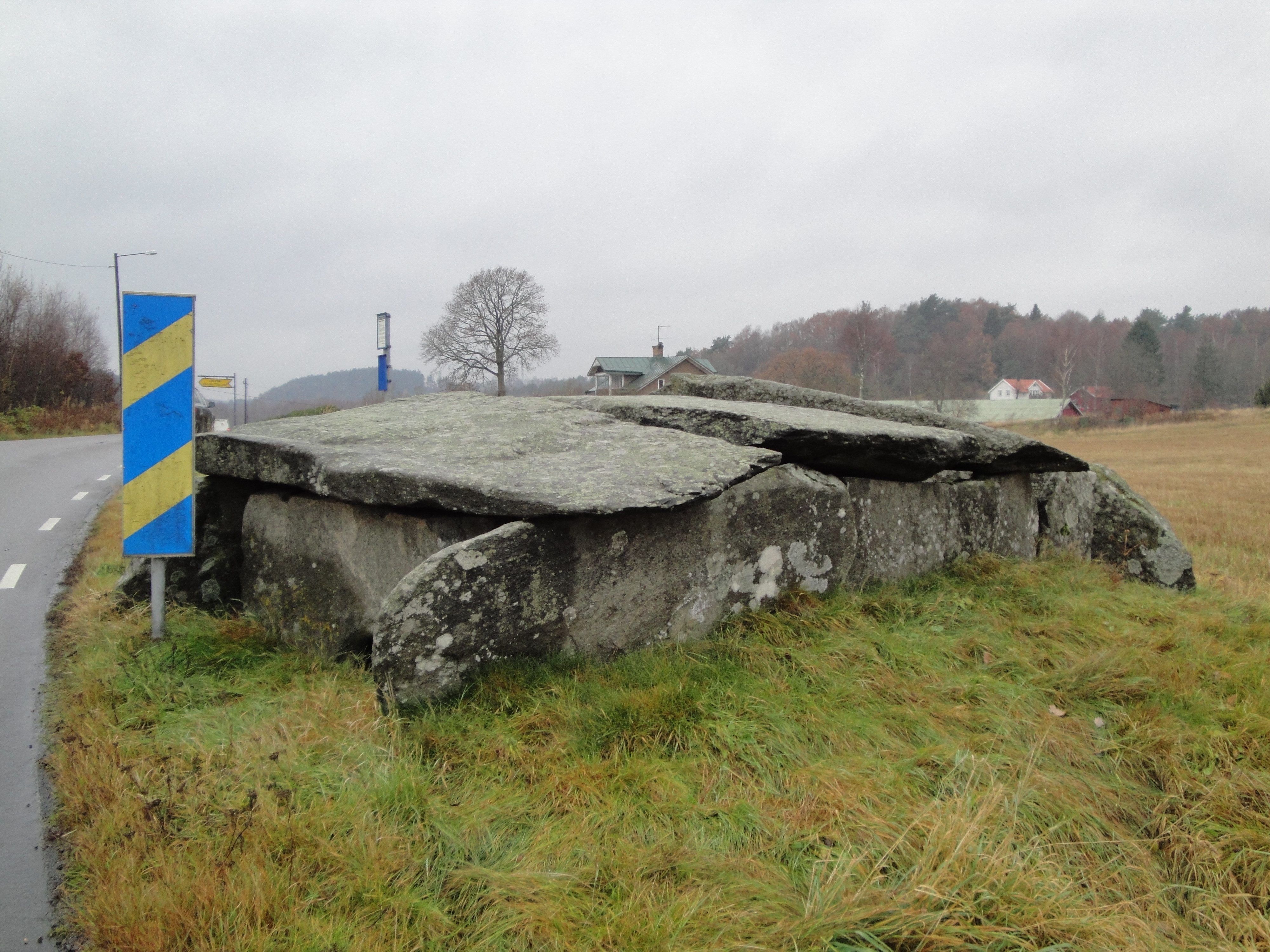
Hällkistan Dvärgahuset – am unteren Rand der Frontplatte ist das Seelenloch sichtbar

Die Steinkiste Dvärgahuset (schwedisch Hällkistan Dvärgahuset – deutsch „Steinkiste Zwergenhaus“) in Lindome liegt direkt am Norra Hällesåkersvägen in Mölndal, in Halland in Schweden. In Mölndal sind die reste von zehn mehr als 3500 Jahre Steinkisten erhalten.
Die bekannteste ist die megalithische Steinkiste Dvärgahuset. Sie ist relativ kurz, denn Teile von ihr (vermutlich der antenartige Vorbau) sind dem Brückenbau zum Opfer gefallen. Neben den seitlichen Tragsteinen sind drei Decksteine und beide Endplatten erhalten. Steinkisten dieser Art sind endneolithisch oder frühbronzezeitlich (1800–1500 v. Chr.) und damit die ältesten aus großen Steinblöcken errichteten Steinkisten in Schweden. Ihr Zugang besteht, wie in dieser Region häufig (z. B. Steinkiste von Skogsbo) aus einem runden Loch (schwedisch gavelhål – (deutsch „Giebelloch“); archäologisch Seelenloch).
Dvärgahuset wurde erstmals im Jahr 1889 im Zusammenhang mit einer Ausgrabung durch Oscar Montelius restauriert. In Anlagen dieser Art finden sich häufig Feuersteindolche, Bernsteinperlen, Pfeilspitzen, Schieferanhänger und -sicheln, aber Dvärgahuset war durch Raubgräber heimgesucht worden.
Es gibt viele Legenden über Dvärgahuset. Früher glaubte man Zwerge hätten es als Wohnhaus gebaut und das Seelenloch wäre der Eingang gewesen.